# Mysteriet 'Miss Terry'
Mysteriet 'Miss Terry' er en amerikansk stumfilm fra 1917 af J. Searle Dawley.

## Medvirkende
- Billie Burke som Mavis Terry.
- Thomas Meighan som Gordon True.
- Walter Hiers som Freddie Bollen.
- Gerald Oliver Smith som John Quig.
- George A. Wright som Mr. Pennyquick.